# Código Civil de Honduras de 1899
El Código Civil de Honduras de 1899 estuvo vigente desde el 15 de septiembre de ese año hasta el 28 de febrero de 1906.

## Antecedentes y emisión
El 15 de abril de 1895, la Asamblea Constituyente de Honduras facultó al Poder Ejecutivo para organizar una comisión reformadora de los códigos nacionales, entre ellos el Código Civil de 1880, por haberse agotado la única edición existente y ser necesario armonizar la legislación con la Constitución de Honduras de 1894. El 13 de septiembre, el presidente Policarpo Bonilla designó la comisión prevista y destinó a algunos de sus miembros a la redacción de ciertos códigos en particular. Para el Civil fueron designados el doctor Adolfo Zúñiga y los licenciados Jerónimo Zelaya y Ángel Ugarte. El texto que prepararon fue sometido a la Corte Suprema de Justicia, cuyos magistrados plantearon numerosas objeciones y propusieron al Ejecutivo encargar a la Corte la redacción de otro proyecto, lo cual aceptó el presidente el 19 de julio de 1897. Los magistrados Uclés y Durón fueron encargados de la redacción.
En octubre de 1898 la Corte presentó su proyecto al Ejecutivo, junto con un informe sobre él. El 31 de diciembre el presidente Bonilla promulgó el proyecto como nuevo Código Civil de Honduras y dispuso que rigiera desde el 15 de septiembre de 1899.

## Contenido del Código
El Código de 1899 constaba de un título preliminar y cuatro libros, a saber: I -De las personas; II- De los bienes, de la propiedad y de sus modificaciones; III- De los diferentes modos de adquirir la propiedad, y IV- De las obligaciones y contratos. Contenía 2070 artículos y 2 más relativos a su observancia.
Para la redacción del texto, los magistrados Uclés y Durón se apartaron del Código de 1880, inspirado en el Código Civil de Chile, para tomar como modelo el Código Civil de España de 1889, con algunos cambios en lo que respecta a las sucesiones y otros temas menores.

## Vigencia del Código de 1899
El Código Civil de 1899 tuvo una vigencia muy corta, ya que en 1906 fue sustituido por otro, basado en el de Chile.